# Caucasella
Caucasella es un género de foraminífero planctónico considerado homónimo posterior del braquiópodo Caucasella Moisseev, 1934, y sustituido por Lacroixella, el cual es considerado a su vez un sinónimo posterior de Globuligerina de la de la familia Globuligerinidae, de la superfamilia Rotaliporoidea, del suborden Globigerinina y del orden Globigerinida. Su especie tipo era Globigerina hoterivica. Su rango cronoestratigráfico abarcaba el Aptiense (Cretácico inferior).

## Descripción
Su descripción podría coincidir con la del género Globuligerina, ya que Caucasella es considerado un sinónimo subjetivo posterior. La principal diferencia propuesta fue la textura o superficie de la pared, que, a diferencia de Globuligerina, es densamente pustulada (muricada). No obstante, la superficie de su especie tipo es fuertemente reticulada y más similar a la del género Favusella, por lo que algunos consideran que esta especie pertenece realmente a Favusella.

## Discusión
Caucasella ha sido considerado un homónimo posterior del braquiópodo Caucasella Moisseev, 1934, y por tanto invalidado. Por esta razón, su nombre fue sustituido por el de Lacroixella. Además, Caucasella (= Lacroixella) ha sido también considerado un sinónimo posterior de Globuligerina. Clasificaciones posteriores hubiesen incluido Caucasella en la superfamilia Favuselloidea.

## Paleoecología
Caucasella, como Globuligerina, incluía especies con un modo de vida planctónico, de distribución latitudinal cosmopolita, preferentemente tropical-subtropical, y habitantes pelágicos de aguas superficiales (medio nerítico y epipelágico).

## Clasificación
Caucasella incluía a la siguiente especie:
- Caucasella hoterivica †